# Megapodius molistructor
Megapodius molistructor je izumrla vrsta ptice iz roda Megapodius, porodice kokošina. Njezine fosilne ostatke su našli Jean-Christophe Balouet i Storrs L. Olson u špiljama u Novoj Kaledoniji i Tongi.

## Opis
S težinom od 3.5 kg, Megapodius molistructor bila je teža nego postojeće kokošine. Na Tongi, je bila najveća kopnena ptica. Fosilni materijali sastoje se od lijevog tarzometatarzusa, cijele lijeve lopatice, pola desne lopatice, gornji kraj lijeve lakatne kosti, dio desnog femur, nekoliko ungualnih falanga, prednji kraj desne lopatice, gornji kraj desne lakatne kosti, donji kraj lijeve lakatna kosti, te pola desnog femura.

## Vanjske poveznice
- Steadman, David William: The biogeography and extinction of megapodes in Oceania
- Association Endemia - Megapodius molistructor  Arhivirana inačica izvorne stranice od 3. ožujka 2016. (Wayback Machine)